# کالیبر ۲۲ کوتاه
کالیبر ۲۲ کوتاه (انگلیسی: .22 Short) یا کالیبر ۱۰×۵٬۶ میلی‌متر (انگلیسی: 5.6×10 mm) یکی از انواع قدیمی فشنگ تفنگ گلوله‌زنی با چاشنی لبه‌ای و دیواره مستقیم بدون گلوگاهِ کالیبر ۲۲ است که متعلق به سال ۱۸۵۷ ایالات متحده آمریکا می‌باشد و اولین بار توسط هفت تیر سازی اسمیت و وسون توسعه یافت و اولین فشنگ فلزی آمریکایی بود.